# Martin Nouwoklo
Kossivi Martin Nouwoklo (ur. 31 grudnia 1991 w Aneho) – togijski piłkarz grający na pozycji lewego pomocnika. Od 2021 jest zawodnikiem klubu Entente II.

## Kariera klubowa
Swoją piłkarską karierę Nouwoklo rozpoczął w klubie AC Merlan. W sezonie 2011/2012 zadebiutował w jego barwach w drugiej lidze togijskiej. W 2013 roku grał w Maranatha FC, w 2014 w AS Douanes Lomé, a w 2015 w AS Togo-Port. W latach 2015–2017 grał w klubach iworyjskich: ASEC Mimosas (2015-2016) i SC Gagnoa (2016-2017). W sezonie 2017/2018 występował w gwinejskim Hafia FC, z którym wywalczył wicemistrzostwo Gwinei. W 2018 wrócił do Togo i w latach 2018-2020 występował w Gbohloesu des Lacs. W 2021 był piłkarzem Gomido FC. W połowie roku odszedł do Entente II.

## Kariera reprezentacyjna
W reprezentacji Togo Nouwoklo zadebiutował 15 października 2014 w wygranym 1:0 meczu kwalifikacji do Pucharu Narodów Afryki 2015 z Ugandą, rozegranym w Lomé. Od 2014 do 2015 wystąpił w kadrze narodowej 9 razy.